# معهد ماونتن
معهد ماونتن، هي سجن اتحادي متوسط الأمان تديره دائرة الإصلاح الكندية (سي اس سي). تقع في مدينة أغاسيز، مقاطعة كينت، كولومبيا البريطانية، تقريبا على بعد حوالي 115 كيلومترًا شرق فانكوفر، كولومبيا البريطانية.

## التاريخ
تم فتح معهد ماونتن في عام 1962 كسجن إقليمي خاص لأبناء الحرية. تألف بناؤه، من أجل تثبيط الحرق التقليدي للمباني التي ميزت طريقة الاحتجاج، تتكون من جميع وحدات المعيشة المعدنية. في عام 1969 أصبح سجنًا فيدراليًا بالنسبة للمجرمين والسجناء المحتاجين للحراسة الوقائية. لم يعد هذا هو الحال باعتباره السجن الفيدرالي الوحيد في كولومبيا البريطانية التي لديها قسم رعاية وقائية متخصص هو معهد كينت. تم دمج المرافق المتبقية.
في عام 1999، قامت سي اس سي بإعادة بناء شاملة للموقع. تم توسيعه ووحدات المعيشة القديمة، والتي كانت في الاساس من نمط السكن المقسم، واستبدالها بثلاثة مبانٍ حديثة مكونة من 60 وحدة. كما تم استبدال قاعة الطعام / المطبخ والمدرسة والرعاية الصحية والمرافق المؤسسية الأخرى.
تبلغ الطاقة الاستيعابية للمؤسسة الجبلية 480 سجين، واعتبارًا من عام 2012، بلغ عدد السجناء 391 سجينا. بالإضافة إلى ذلك، هناك 16 سريرا في الفصل. يقدم العديد من برامج إعادة التأهيل للجناة بما في ذلك منع العنف ومرتكبي الجرائم الجنسية وبرمجة تعاطي المخدرات.
في نوفمبر 2010، قُتل جيريمي فيليبس (33 عامًا) على يد زميله في الزنزانة، القاتل المتسلسل مايكل واين ماكغراي. واعترف النزيل ماكجراي بانه مذنب في الجريمة بعد سنه. وكانت هذه سابع ادانته بالقتل على الرغم من أنه تفاخر بـ 10 آخرين.

## 29 مارس 2008 أعمال شغب
في ليلة 29 مارس / آذار 2008، اندلعت أعمال شغب تسببت في وفاة اثنين من السجناء والحقت بأحد عشر نزيلا بالمستشفى. حيث تناول السجناء المستشفى جرعات زائدة من الميثادون التي سرقوها بعد اقتحام مركز الرعاية الصحية في السجن. تعرض الطفل المدان في مجال المواد الاباحيه، مايكل أندرو غيبون (39)عاما للضرب حتى الموت (مع خفافيش البيسبول) في زنزانته بينما توفي نزيل ثاني تريفور واين أوبراين (25)عاما بسبب جرعة زائدة من المخدرات (200 مل من 175ملغ من الميثادون، في المرة الأولى التي جربها لاحقًا في المستشفى. ليست هذه هي المرة الأولى التي يموت فيها سجين أدين بجرائم جنسية تتعلق بأطفال في هذا السجن. وكان آخر حالة وفاة قد تعرض لها جيمس باتريك جونز، (55) تم العثور عليه مقتولا زنزانته على يد ضباط الإصلاح في 17 مارس 2007.  
بدأ الشغب من قبل السجناء كرد على ما اعتبر تدابير متطرفة اتخذت للحد من تجارة المخدرات داخل السجن. كان النزلاء ساخطين لأن آمر السجن الجديد، أليكس لوبيميف، قام امتيازات الزيارة المقيدة. اقتصر عدد الزوار على 50 في المرة الواحدة، انخفض من 250 لنقص الموظفين. لم يتم التخطيط لأعمال الشغب على أنها أعمال شغب في البداية، لكن النزلاء قرروا أنه لا مجال لمزيد من النقاش مع آمر السجن.[بحاجة لمصدر]

معظم النزلاء المتورطين في أعمال الشغب لم يرغبوا في المشاركة، لكنهم ما زالوا يفعلون. ظل 30 نزيلا مسالمين، حيث واصل 10 نزلاء أو نحو ذلك الثورة. لن يعود العديد من النزلاء إلى وحداتهم المعيشية ثم وجهت اليهم تهمة المشاركة في أعمال الشغب.[بحاجة لمصدر]

قُتل مايكل جيبون بالدرجة الأولى لأنه كان مذنبًا جنسيًا.
القائم باعمال آمر السجن الجديد هويش بالوكالة الجديدة بذل جهد كبير لتحسين الوظيفة العامة للمؤسسة ككل. جميع البرامج الإصلاحية المقدمة هي الآن ضمن نموذج أي سي بي ام (نموذج البرنامج الإصلاحي المتكامل).

## روابط خارجية
- نزيل قتل خلال حادثة في سجن أغاسيز في بريتيش كولومبيا